# 塞查尼
塞查尼是塞爾維亞伏伊伏丁那自治省中巴納特區的市镇。市镇面積为523平方公里，海拔高度77米，2022年人口数量为10,544人，其中1,889人居住在中心城镇内。